# 고마쓰 사토시
고마쓰 사토시(일본어: 小松 聖, 1981년 10월 29일 ~ )는 전직 일본의 프로 야구 선수이며, 현재 퍼시픽 리그인 오릭스 버펄로스의 소속 1군 투수 코치이다.

## 인물
후쿠시마현 출신으로 고쿠시칸 대학을 졸업, 사회인 야구팀에서 활약하다가 2006년에 희망 입단범위로 오릭스 버펄로스에 입단했다. 최고 속도 146km/h의 강속구를 자랑하며 우완투수로 활약 중인 그는 프로 데뷔 2년째인 2008년에 15승 3패 151탈삼진, 2.51의 평균자책점을 기록하며 퍼시픽 리그 신인왕을 석권했다.

## 상세 정보

### 출신 학교
- 후쿠시마 현립 나코소 공업고등학교
- 고쿠시칸 대학

### 선수 경력
사회인 시대
- JR 규슈

프로팀 경력
- 오릭스 버펄로스(2007년 ~ 2016년)

지도자 경력
- 오릭스 버펄로스 2군 투수 코치(2017년 ~ 2019년)
- 오릭스 버펄로스 1군 투수 코치(2020년 ~ )

국가 대표 경력
- 월드 베이스볼 클래식 일본 국가대표팀(2009년)

### 수상·타이틀 경력
- 신인왕(2008년)

### 개인 기록

#### 첫 기록
- 첫 등판 : 2007년 7월 16일, 대 지바 롯데 마린스 12차전(지바 마린 스타디움), 7회말 2사에 4번째 투수로서 구원 등판·마무리, 1과 1/3이닝 무실점
- 첫 탈삼진 : 2007년 9월 1일, 대 지바 롯데 마린스 18차전(지바 마린 스타디움), 7회말에 사부로로부터
- 첫 승리 : 2007년 9월 9일, 대 후쿠오카 소프트뱅크 호크스 21차전(후쿠오카 Yahoo! JAPAN 돔), 6회말에 2번째 투수로서 구원 등판, 1이닝 무실점
- 첫 홀드 : 2007년 9월 13일, 대 도호쿠 라쿠텐 골든이글스 23차전(풀캐스트 스타디움 미야기), 8회말에 2번째 투수로서 구원 등판, 1이닝 무실점
- 첫 선발·첫 선발 승리 : 2008년 4월 9일, 대 후쿠오카 소프트뱅크 호크스 2차전(후쿠오카 Yahoo! JAPAN 돔), 5이닝 1실점
- 첫 완투 승리 : 2008년 7월 8일, 대 도호쿠 라쿠텐 골든이글스 12차전(클리넥스 스타디움 미야기), 9이닝 1실점

#### 기타
- 올스타전 출장 : 1회(2008년)

### 등번호
- 28(2007년 ~ 2016년)
- 88(2017년 ~ )

### 연도별 투수 성적
| 연 도      | 소 속      | 등 판 | 선 발 | 완 투 | 완 봉 | 무 4 구 | 승 리 | 패 전 | 세 이 브 | 홀 드 | 승 률 | 타 자 | 이 닝 | 피 안 타 | 피 홈 런 | 볼 넷 | 고 4 | 몸 맞 | 탈 삼 진 | 폭 투 | 보 크 | 실 점 | 자 책 점 | 평 자 책 | W H I P |
| ---------- | ---------- | ----- | ----- | ----- | ----- | ------- | ----- | ----- | -------- | ----- | ----- | ----- | ----- | -------- | -------- | ----- | ---- | ----- | -------- | ----- | ----- | ----- | -------- | -------- | ------- |
| 2007년     | 오릭스     | 8     | 0     | 0     | 0     | 0       | 1     | 0     | 0        | 2     | 1.000 | 40    | 10.2  | 7        | 2        | 3     | 0    | 0     | 13       | 1     | 0     | 3     | 3        | 2.53     | 0.94    |
| 2008년     | 오릭스     | 36    | 22    | 3     | 0     | 0       | 15    | 3     | 0        | 3     | .833  | 688   | 172.1 | 134      | 14       | 42    | 1    | 2     | 151      | 4     | 0     | 55    | 48       | 2.51     | 1.02    |
| 2009년     | 오릭스     | 17    | 17    | 2     | 0     | 0       | 1     | 9     | 0        | 0     | .100  | 428   | 91.1  | 121      | 17       | 40    | 1    | 4     | 74       | 6     | 0     | 78    | 72       | 7.09     | 1.76    |
| 2010년     | 오릭스     | 29    | 13    | 1     | 0     | 0       | 5     | 8     | 0        | 2     | .385  | 381   | 83.0  | 107      | 10       | 27    | 3    | 4     | 58       | 5     | 0     | 47    | 44       | 4.77     | 1.61    |
| 2011년     | 오릭스     | 1     | 0     | 0     | 0     | 0       | 0     | 0     | 0        | 0     | ----  | 6     | 0.1   | 5        | 1        | 0     | 0    | 0     | 0        | 0     | 0     | 5     | 5        | 135.00   | 16.67   |
| 2012년     | 오릭스     | 21    | 9     | 0     | 0     | 0       | 3     | 5     | 0        | 2     | .375  | 288   | 64.1  | 73       | 7        | 19    | 1    | 7     | 45       | 0     | 0     | 38    | 35       | 4.90     | 1.43    |
| 통산 : 6년 | 통산 : 6년 | 112   | 61    | 6     | 0     | 0       | 25    | 25    | 0        | 9     | 1.000 | 1831  | 422.0 | 447      | 51       | 131   | 6    | 17    | 341      | 16    | 0     | 226   | 207      | 4.41     | 1.37    |

- 2012년 기준.